# Lauralee Bell
Lauralee Bell née le 22 décembre 1968 à Chicago, (Illinois, États-Unis) est une actrice américaine.
Elle joue dans le soap opera Les Feux de l'amour.

## Biographie
Lauralee Bell est la fille des créateurs de soap operas William J. Bell et Lee Phillip Bell. Elle interprète le rôle de Christine et a grandi avec la série. Depuis 2012, elle est revenue interpréter de manière récurrente le rôle de Christine Blair Williams, de manière plus assidue.

## Filmographie

### Cinéma
- 2005 : Carpool Guy : Hope
- 2009 : Family Dinner : Karen O'Connell (vidéo)
- 2013 : Easy Rider: The Ride Back : Anne Williams
- 2013 : ml promise : Kate (vidéo)
- 2017 : Deadly Expose : Sarah

### Télévision
- 1983-2006, depuis 2010 : Les Feux de l'amour : Christine Blair
- 1995 : Diagnostic: meurtre : elle-même (saison 2, épisode 21)
- 1998 : Walker, Texas Ranger : Kim Rivers (saison 6, épisode 25 et saison 7, épisode 1)
- 1999 : Pacific Blue : Christine (saison 4, épisode 20)
- 2006 : Une femme modèle : Donna Erickson (téléfilm)
- 2006 : Les Experts : Miami : Alissa Valone (saison 5, épisode 6)
- 2007 et 2024-2025 : Amour, Gloire et Beauté : Christine Blair (8 épisodes)
- 2008 : Just Ask Mike : Brenda (téléfilm)
- 2012 : Castle : Pam Francis (saison 4, épisode 18)
- 2018 : La maîtresse de mon mari : Jackie (téléfilm)
- 2019 : Nightmare Tenant : Carol Allen (téléfilm)
- 2021 : Les Malheurs de Ruby : Daphne Dumas (2 épisodes)

## Distinctions

### Récompenses
- 1989 : Young Artist Awards de la meilleure jeune actrice pour Les Feux de l'amour .
- 1999 : Soap Opera Digest Awards de la meilleure actrice dans un second rôle pour Les Feux de l'amour.

### Nominations
- 1987 : Young Artist Awards de la meilleure performance pour une jeune actrice pour Les Feux de l'amour.
- 1996 : Soap Opera Digest Awards de la meilleure jeune actrice pour Les Feux de l'amour.
- 1998 : Soap Opera Digest Awards de la meilleure jeune actrice pour Les Feux de l'amour.
- 43e cérémonie des Daytime Emmy Awards 2016 : Meilleure actrice dans un second rôle pour Les Feux de l'amour.
- 2020 : Soap Hub Awards de l'actrice préférée pour Les Feux de l'amour.
- 2021 : Soap Hub Awards de l'actrice préférée pour Les Feux de l'amour (1983-).